# إيرما تشيلتون
إيرما تشيلتون (بالإنجليزية: Irma Chilton)‏ هي كاتِبة بريطانية، ولدت في 12 نوفمبر 1930 في لغور ‏ في المملكة المتحدة، وتوفيت في 1 ديسمبر 1990.